# 29753 Silvo
29753 Silvo este un asteroid din centura principală de asteroizi.

## Descriere
29753 Silvo este un asteroid din centura principală de asteroizi. A fost descoperit pe 10 februarie 1999 la Gnosca de Stefano Sposetti. El prezintă o orbită caracterizată de o semiaxă mare de 2,39 ua, o excentricitate de 0,14 și o înclinație de 10,1° în raport cu ecliptica.